# Negrești-Oaș
Negrești-Oaș (pronunciat en romanès: [neˌɡreʃtʲ ˈo̯aʃ]; en hongarès: Avasfelsőfalu, Pronunciació hongaresa: [ˈɒvɒʃfɛlʃøːfɒlu]) és una ciutat del nord-oest de Romania, al comtat de Satu Mare. Es troba a prop de la frontera ucraïnesa. Dos pobles, Luna (Lunaforrás) i Tur (Túrvékonya), són administrats per la ciutat. El nom de Negrești prové de la paraula romanesa "negru", que significa "negre". La ciutat és la capital de la regió etnogràfica del país d'Oaș.

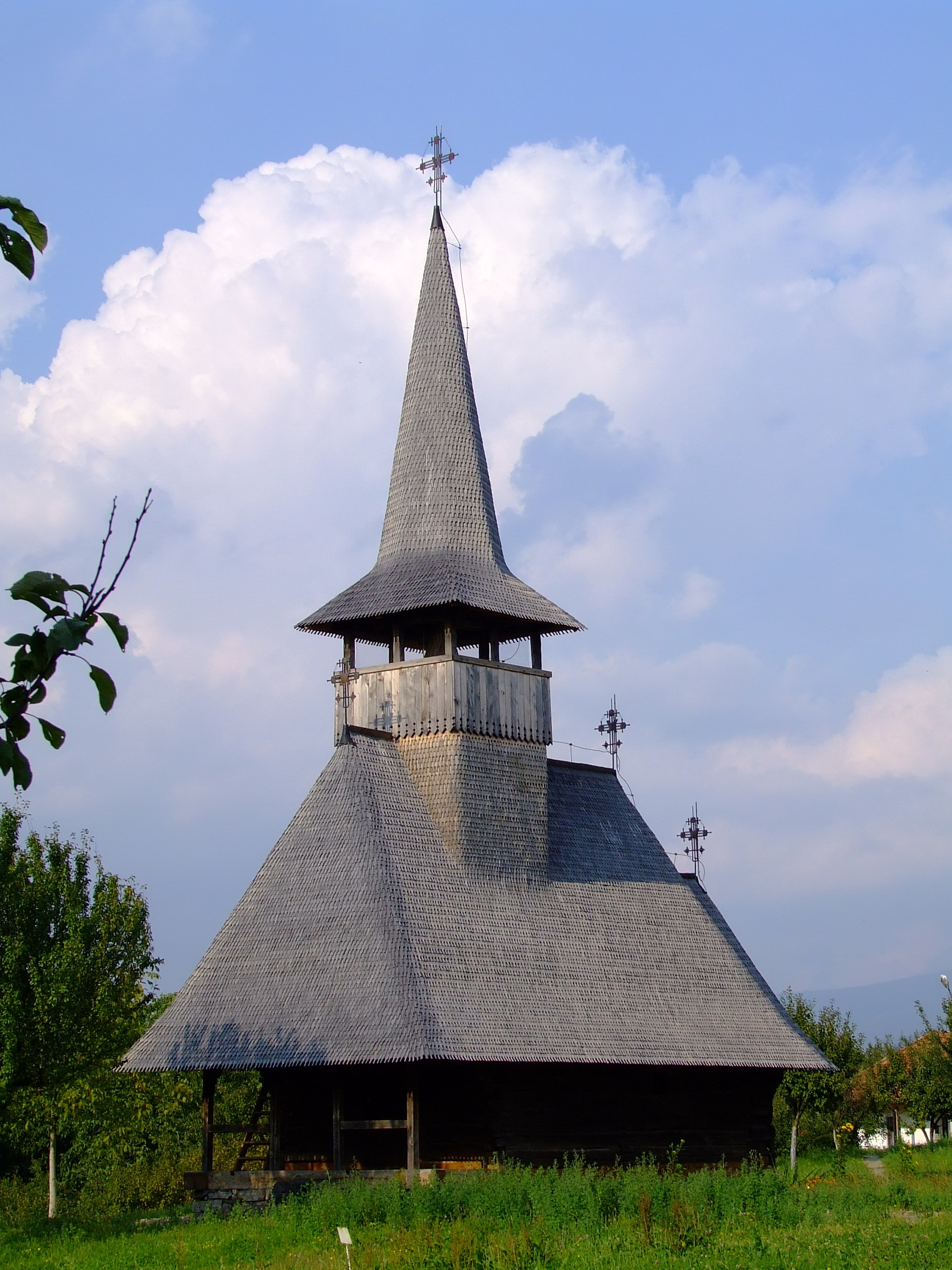
Església de Fusta de Lechința, Museu del País d'Oaș

## Població
Segons el cens del 2011, hi havia 11.867 persones vivint a la ciutat.
De la població per a la qual es disposava de dades, el 95% eren romanesos d'ètnia, mentre que el 2,9% eren hongaresos d'ètnia i l'1,9% romaní. El 72,4% eren ortodoxos romanesos, el 12,6% Testimonis de Jehovà, el 4,5% pentecostal, el 3,7% catòlic, el 3,4% greco-catòlic i l'1,6% reformat.

## Fills il·lustres
- Oana Gregory

## Galeria

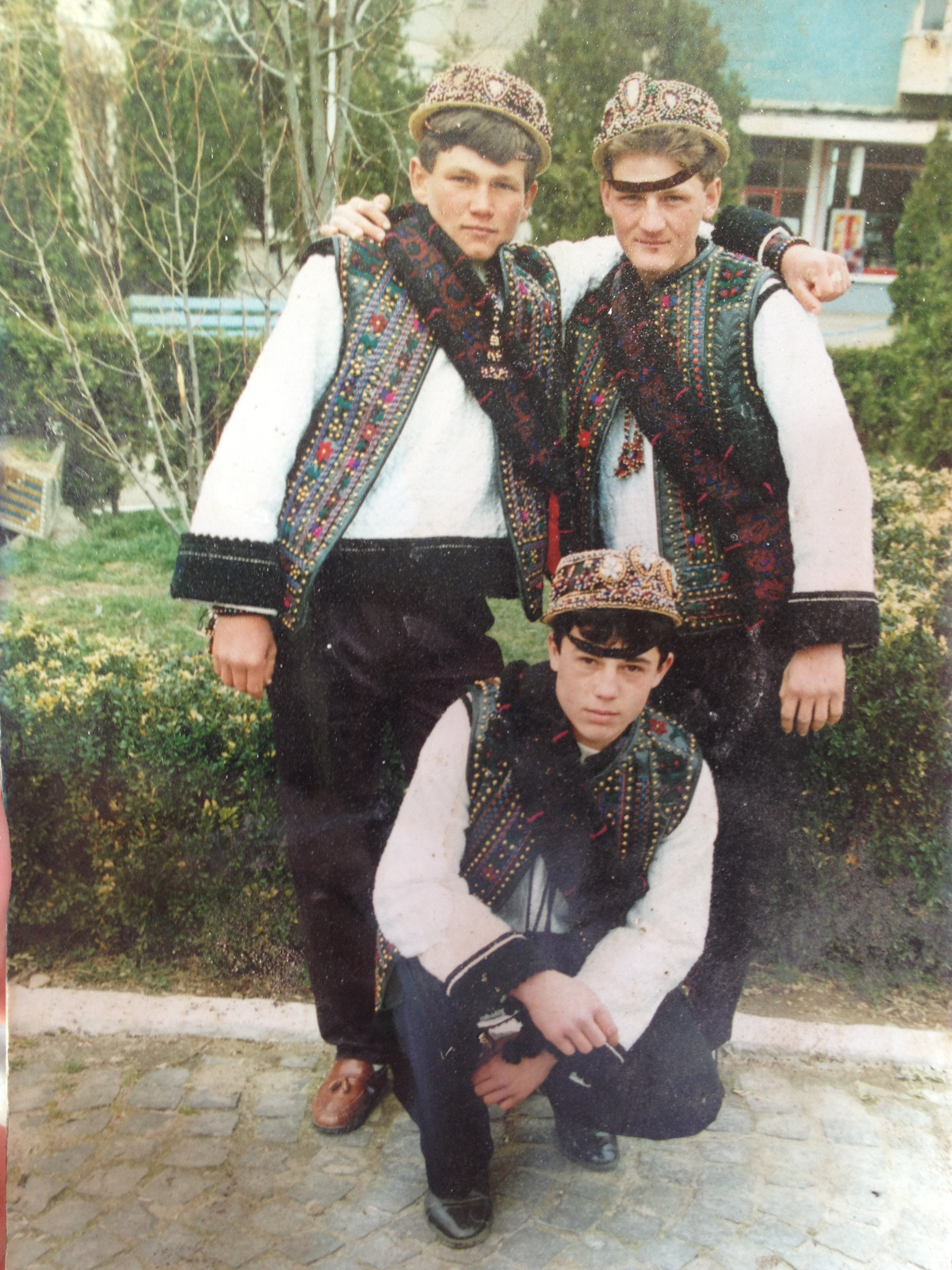
Nois locals amb vestits tradicionals
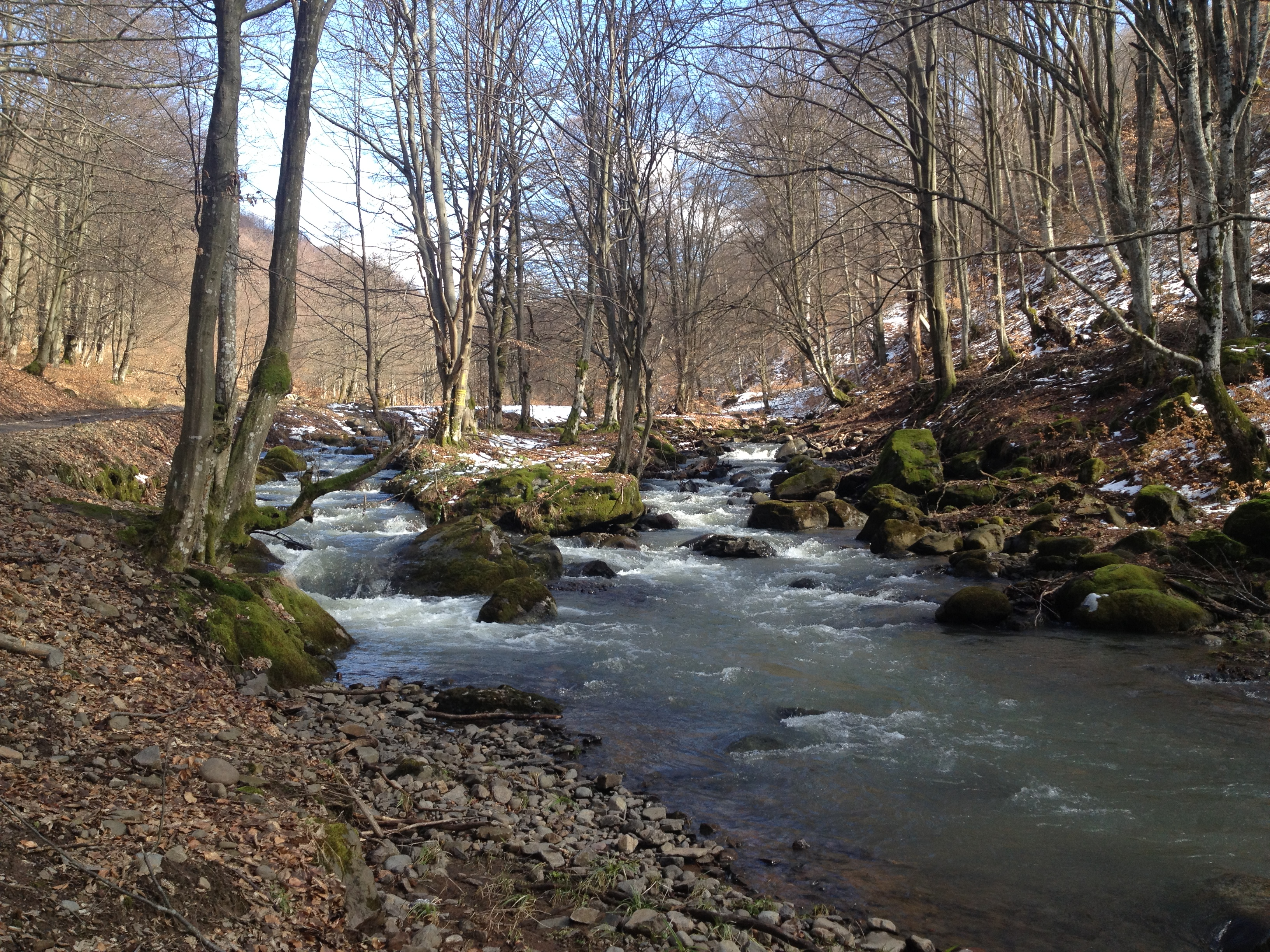
El riu Tur a Negrești-Oaș prop del seu naixement